# Ленинский район (Екатеринбург)
Ле́нинский райо́н — один из восьми внутригородских районов города Екатеринбурга. Создан в 1934 году постановлением Президиума Свердловского городского Совета рабочих, крестьянских и красноармейских депутатов и назван в честь Владимира Ильича Ленина.
В районе расположены преимущественно административные, учебные, спортивные и культурные учреждения, а также большой жилой фонд (микрорайоны «Юго-Западный» и «Московская горка»). В Ленинском районе расположена Администрация города Екатеринбурга, а также «Екатеринбургский Арбат» − пешеходная зона по улице Вайнера (от проспекта Ленина до улицы Радищева).
Посёлок Совхозный решением Екатеринбургской городской Думы от 27 мая 2003 года № 39/2 был передан в подчинение Ленинского района из Орджоникидзевского. Тем не менее, в последнем реестре административно-территориального устройства, действовавшем до 1 октября 2017 года, и до 2020 года в ОКАТО посёлок числился в составе Совхозного сельсовета Чкаловского района. Законом Свердловской области от 13 апреля 2017 года с 1 октября 2017 года Совхозный был передан в подчинение Ленинского района. В октябре 2022 года внесён законопроект об изменении границ района,  предусматривающий отторжение из под юрисдикции администрации района территории, на которой находятся ТЭЦ «Академическая» и институты теплофизики и металлургии УрО РАН. Закон был одобрен 15 ноября 2022 года.

## География
Располагается в центральной части Екатеринбурга. Территория района занимает 3429 га, из них 430 га зелёных насаждений, включая 6 скверов, 5 парков и лесопарков (в том числе Зелёная Роща).

## Население
| 1979     | 2002     | 2007     | 2009     | 2010     | 2012     | 2013     |
| -------- | -------- | -------- | -------- | -------- | -------- | -------- |
| 143 628  | ↗152 970 | ↗156 200 | ↘153 238 | ↗156 307 | ↗156 319 | ↘155 739 |
| 2014     | 2015     | 2016     | 2017     | 2018     | 2019     | 2021     |
| ↗156 653 | ↗156 814 | ↗158 029 | ↗158 840 | ↘158 118 | ↘156 723 | ↗222 258 |

## Экономика

### Промышленность
В Ленинском районе Екатеринбурга расположены промышленные предприятия: Уралмеханобр, ОАО «Свердловский инструментальный завод», ОАО «Промсвязь», ЗАО «Машиностроительный завод им. В. В. Воровского», ЗАО «СФАБИ», ООО «СП-2 Пумори-СИЗ».

### Торговля
В районе расположены торговые центры «Пассаж», «ЦУМ», «Гринвич» (на месте советского универсама № 1, открытого в 1973 году, в 1990-е годы − универсама «Мария»), «Кит» (бывший ТЦ «Юго-Западный»), «Дмитриевский», «Мытный двор» (на месте исторического мытного двора Екатеринбурга), «Гермес Плаза», «Галерея „Тихвин Клуб“», «Бум», «Пароход», «Гранат».

### Транспорт
На территории района находятся четыре станции метро: «Площадь 1905 года», «Геологическая», «Чкаловская», «Бажовская» (недостроена).
В районе расположены два автобусных парка Екатеринбургского муниципального объединения автобусных предприятий: АП-3 и АП-6.

### Финансы и банки
В районе расположено Главное управление Центрального банка РФ по Свердловской области.

## Культура и образование
На территории района расположены 228 спортивных сооружений, 22 образовательных учреждения, 39 дошкольных образовательных учреждений, 5 загородных и 30 городских летних оздоровительных лагерей, 26 подростковых клубов, Центр социального обслуживания молодёжи, ДЮСШ «Юность».
В районе также расположены 8 вузов, более 200 памятников исторического и культурного наследия, 3 музея, 10 массовых библиотек, цирк.

### Учреждения культуры
На территории Ленинского района находятся:
- Екатеринбургский цирк (новое здание — с 1979 года);
- Уральский государственный театр эстрады;
- Свердловская государственная детская филармония;
- Екатеринбургский музей изобразительных искусств;
- Уральский геологический музей (открыт в 1937 году);
- Дворец шахмат (с 1983 года).

В районе действуют Дом культуры Ленинского района, Культурно-досуговый комплекс «Дружба» и Дом детского творчества.

### Образовательные учреждения
В Ленинском районе 28 детских садов и расположены 4 лицея (№ 3, 109, 159, 173), 4 гимназии (№ 5, 70 (с углублённым изучением английского языка), 120, 161), 12 общеобразовательных школ № 10, 17, 55, 64, 65 (имени героя Советского Союза Бориса Опрокиднева), 85, 93, 140, 152, 154, 175, 181 и одна вечерняя школа (№ 188). В районе действует межшкольный учебный комбинат.
Также в районе работают детская музыкальная школа № 11, детская хоровая школа № 4, детская художественная школа № 2, детские школы искусств № 4 и 6.
На территории района действуют 7 высших учебных заведений:
- Уральский Финансово-Юридический институт;
- Екатеринбургский государственный театральный институт;
- Уральская академия государственной службы;
- Уральская государственная консерватория имени М. П. Мусоргского (с 1934 г.);
- Уральский государственный горный университет;
- Уральский государственный педагогический университет;
- Уральский государственный экономический университет (с 1967 г.).

Также в районе работают 9 средних специальных учебных заведений:
- Екатеринбургский монтажный колледж;
- Екатеринбургский торгово-экономический техникум;
- Екатеринбургский экономико-технологический колледж;
- Екатеринбургское художественное училище имени И. Д. Шадра;
- Колледж Уральского государственного экономического университета;
- Свердловское областное училище искусств и культуры;
- Свердловский областной музыкально-эстетический педагогический колледж;
- Уральский государственный колледж имени И. И. Ползунова;
- Училище олимпийского резерва № 1.

## Спортивные учреждения района
В Ленинском районе расположены:
- Дворец спорта,
- Спортивный центр Олимпийского резерва «Юность»,
- спортивно-оздоровительный центр «Энергетик».

## Политическая жизнь
На последних областных выборах, прошедших 8 октября 2006 года, в списки для голосования Ленинской избирательной комиссии города Екатеринбурга были внесены 127 722 избирателя. В выборах участвовало 31 960 человек, что составило 25,02 % от общего числа избирателей.
Результаты голосования по выборам в Областную Думу по Ленинскому району
- Единая Россия — 11167 человек — 34,95 %
- РПЖ — 5589 — 17,49 %
- Российская партия пенсионеров — 4586 — 14,35 %
- КПРФ — 2177 — 6,81 %
- Яблоко — 1823 — 5,71 %
- ЛДПР — 1438 — 4,50 %
- Свободная Россия — 1023 — 3,20 %
- Родина — 982 — 3,07 %
- Патриоты России — 497 — 1,56 %
- Народная воля — 171 — 0,54 %
- Против всех списков кандидатов — 2228 — 6,97 %

## Администрация Ленинского района
Основные задачи и функции:
- Администрация Ленинского района осуществляет на территории района муниципального образования исполнительно-распорядительные полномочия в пределах компетенции, установленной Главой Екатеринбурга.
- Администрация района обладает правами юридического лица.
- Администрация района не обладает правами по учреждению других юридических лиц.

Адрес: улица Чернышевского, 2.

### Главы администрации
- Константин Евгеньевич Архипов (1992[23] — май 2006), почётный гражданин Екатеринбурга (2001[24]);
- Алексей Григорьевич Фисенко (июнь 2006 — март 2009);
- Павел Васильевич Пашков (март 2009 — апрель 2011);
- Евгений Константинович Архипов (апрель 2011 года— апрель 2017);

- Ноженко Дмитрий Юрьевич (апрель 2017 года[25] — апрель 2021);
- Беруашвили Элена Заурьевна (с апреля 2021 года как и. о., с декабря 2021 года как глава администрации[26]).

## Жилые районы
- Юго-Западный
- Центральный
- УНЦ (в том числе микрорайон «Краснолесье»)
- Академический